# 스카이OS

스카이OS(SkyOS, Sky Operating System)는 프로토타입의 상용, 사유 그래픽 데스크톱 운영 체제로, x86 컴퓨터 아키텍처를 대상으로 만들어졌다. 2009년 1월 30일 기준으로 개발 재개에 대한 어떠한 예고도 없이 중단된 상태이다.
2013년 8월 로버트(Robert Szeleney)는 스카이OS 웹사이트에 퍼블릭 베타 출시를 발표하였다. 이 경우, 대중들이 스카이OS 운영 체제의 라이브CD를 다운로드하여 시스템에서 테스트 후 선별 설치가 가능하다.

## 역사

### 베타 출시판
| 출시일                           | 버전            |
| -------------------------------- | --------------- |
| 2004년 1월 11일                  | 베타 1          |
| 2004년 2월 14일                  | 베타 3          |
| 2004년 3월 19일                  | 베타 4          |
| 2004년 4월 9일                   | 베타 5          |
| 2004년 5월 21일                  | 베타 6          |
| 2004년 7월 5일                   | 베타 7          |
| 2004년 10월 1일 ~ 2005년 8월 6일 | 베타 8.x 시리즈 |
| 2005년 11월 27일                 | 베타 9          |
| 2006년 3월 26일                  | 빌드 5550       |
| 2006년 7월 26일                  | 빌드 6132       |
| 2006년 9월 3일                   | 빌드 6179       |
| 2006년 11월 18일                 | 빌드 6669       |
| 2007년 7월 21일                  | 빌드 6753       |
| 2007년 8월 4일                   | 빌드 6763       |
| 2007년 10월 8일                  | 빌드 6796       |
| 2007년 11월 25일                 | 빌드 6814       |
| 2008년 4월 1일                   | 빌드 6915       |
| 2008년 8월 3일                   | 빌드 6947       |

## 같이 보기
- 운영 체제의 목록